# Xochipila
La Xochipila es un centro ceremonial dedicado a Juanito Techachalco ubicado en la ciudad de Xicotepec de Juárez la sierra norte del estado de Puebla en México.No tiene ningún costó por entrada. De origen prehispánico, estaba dedicado al dios mexica Xochipilli, dios solar, de la vegetación, del agua, de la primavera, de la juventud y de la música. Pasó a ser consagrado por los colonizadores cristianos a San Juan Bautista. De la unión de ambas religiones, culturas, nació la figura mestiza de Juanito Techachalco (también recibe los nombres de san juanito teponaztzintli, San Juanito Xochipila, San Juanito Tecacahuatzintle o Xochipill).En el Norte de Puebla.[

## Descripción del lugar
El centro ceremonial de Xochipila se encuentra en el Centro de la ciudad de Xicotepec de Juárez justo donde se unen dos pequeños arroyos. Sobre ellos se alza una roca de unos 5 metros de altura con una base elíptica de 11 metros de diámetro mayor y 5 de diámetro menor. La roca tiene un agujero de unos 2 metros de alto por 1 de ancho, que al faltarle una parte de su techo, hace las veces de chimenea que lo convierte en un lugar muy apropiado para depositar cirios y velas sin peligro de que se apaguen. Sobre la roca se ha construido una edificación en forma de uso con orientación este - oeste que tiene una altura de 6,6 metros y en su cúspide hay una plataforma de 5 metros por 2. En el centro de la misma hay un hueco destinado a albergar las ofrendas. El conjunto fue coronado por una cruz de piedra.
La ubicación emana misticismo al conjugarse varios elementos naturales, barranca con cuevas, abundante vegetación, formaciones rocosas y confluencia de los arroyos que hacen del lugar un sitio sagrado lleno de fuerzas mágico religiosas que parece destinado a ser habitado por los dioses. Este hecho es el que propició la creación del centro ceremonial dedicado al dios del sol, la vegetación, el agua, la primavera, la juventud y la música.
La destrucción, por parte de los frailes Agustinos (de San Agustín), que fueron los encargados de enseñar el camino de la salvación a los oriundos de estas tierras, de los teocallis originales creó una plataforma alrededor de la roca situada sobre el punto de unión de los dos ríos. En esta plataforma se edificó el convento de los agustinos. Estos consagraron el lugar, que los indígenas tenían designado al dios del agua, a San Juan Bautista, con evidente relación con el agua, esta circunstancia dio lugar a que permaneciera el culto en dicho sitio considerado sagrado.
La roca que se alza sobre los arroyos está acompañada a ambos lados por dos peñascos, esto coincide con lo que figura en el Códice Xólotl donde se muestran tres piedras juntas frente a una cueva y el nombre, en caracteres latinos, de Techachalco por lo que hay constancia que este es el centro ceremonial al que hace referencia el códice.

## El culto prehispánico
El centro ceremonial de Xicotepec estaba dedicado al dios Zapoteca Xochipilli. Este dios es venerado como del dios Sol y lleva una máscara con pintura alrededor de la boca en representación de una mariposa. Se representa, en las pinturas de Teotihuacán bajando del cielo, con alas abiertas, derramando flores y con cabezas de pájaros tropicales. Aparece también en otras representaciones, como en Mitla o en el códice Borgia.
Para los Aztecas Xochipilli era dios de la música y de las flores; incluso de las flores del sueño, dios del maíz, la danza, el fuego, y demás diversiones relacionado con lo cálido, el sol, la vida y las mariposas. 
El culto de Xicotepec está relacionado con esta deidad de la cultura náhuatl en cualquiera de sus representaciones.
El nombre de Xochipila, corrupción del de Xochipilli, tiene el significado de Flor de niña, Princesa de las Flores, y la más aceptada por historiadores y cronistas es Flor que brota del agua.

## Culto prehispánico
Los padres agustinos consagraron el lugar a San Juan Bautista cristianizando así el culto que los habitantes seguían rindiendo. La mezcla de ambas culturas, de ambas religiones, dio como resultado la figura, hoy venerada, de Juanito Techachalco. Juanito en vez de Juan en como apelativo de niño príncipe, pudiendo deberse a esta característica del dios prehispánicoo, y e Tachachalco por estar en el hueco de la roca.
Pero no es solamente ese nombre por el que se le conoce al santo, se le llama también San Juan y se le apellida teponaztzintle, que hace referencia a un instrumento musical autóctono;

## El culto
La fuerza de Juanito Tachachalco se extiende muy lejos de su ubicación. A él acuden peregrinos desde lugares apartados para pedir los favores al santo.
El día mayor de La Xochipila es el día 24 de junio, San Juan Bautista en el santoral católico, y ese di acuden a la roca multitud de peregrinos, entre ellos diversos tipos de danzantes, danzas de negritos, tocotines, quetzalines, santiagueros y voladores (que no ejecutan su danza y solo acuden a rezar). Se realiza un procesión con las imágenes de San Juan Bautista y de la Virgen de Guadalupe y se realizan diferentes actos y bailes. Ambas imágenes reciben limosnas y Juanito Techachalco recibe las ofrendas que se depositan en lo alto de la torre. Fuera del día mayor, todos los martes y viernes se realizan diversas ceremonias y limpias.
La mayor parte de los peregrinos son indígenas de que traen sus propios chamanes (llamados aquí cuchunús) o tlahuaná (brujos de la costumbre) aunque también los hay en el propio lugar.
Se realizan limpias que tiene como finalidad la curación de diversas enfermedades que se hacen utilizando los métodos tradicionales (huevos rojos o de guajolota y gallinas negras) 
Las ofendas al santo son principalmente las velas y cirios que arden todos los días en el hueco de la roca. También se traen flores unidas por pares, se llama parear, con hojas de maíz formando una estrella que recibe el nombre de macuilxóchitl, el nombre del calendario del dios Xochipilli, que se envuelven en papel de estaño con colores amarillo, rojo blanco y azul. 
También se realizan ofrendas de toda clase de objetos, ramitas de romero, hinojo pirul, cuchú... y hasta comida como pan, fruta, tomates... gallinas y hasta cerdos, dependiendo de la complicación de cada caso.
El santuario no tiene ninguna vigilancia.

## Leyendas
Hay varias leyendas relacionadas con el santuario. En Xicotepec cuenta la siguiente leyenda 

el señor cura quería demoler La Xochipila, pero un niñito se le presentó increpándolo por ello. “si tu me tiras mi casa yo tiraré la tuya y a todo el pueblo”. Se trataba de Juanito que evitó la destrucción, sin embargo, molesto por este desaire se fue a vivir a otro lado y sólo viene el día de su santo